# خوانيتا غارسيا
خوانيتا غارسيا (بالإنجليزية: Juanita García)‏ هي مغنية أمريكية، ولدت في 14 فبراير 1930 في بوغوتا في كولومبيا، وتوفيت في 26 يناير 2014 في مورغانتاون في الولايات المتحدة.